# Панас Мирный
Пана́с Ми́рный (укр. Панас Мирний, наст. имя — Афанасий Яковлевич Рудченко, укр. Панас Якович Рудченко; 1 (13) мая 1849 года, Миргород, Российская империя — 28 января 1920 года, Полтава, УССР) — украинский писатель, драматург и общественный деятель.

## Биография

### Юность

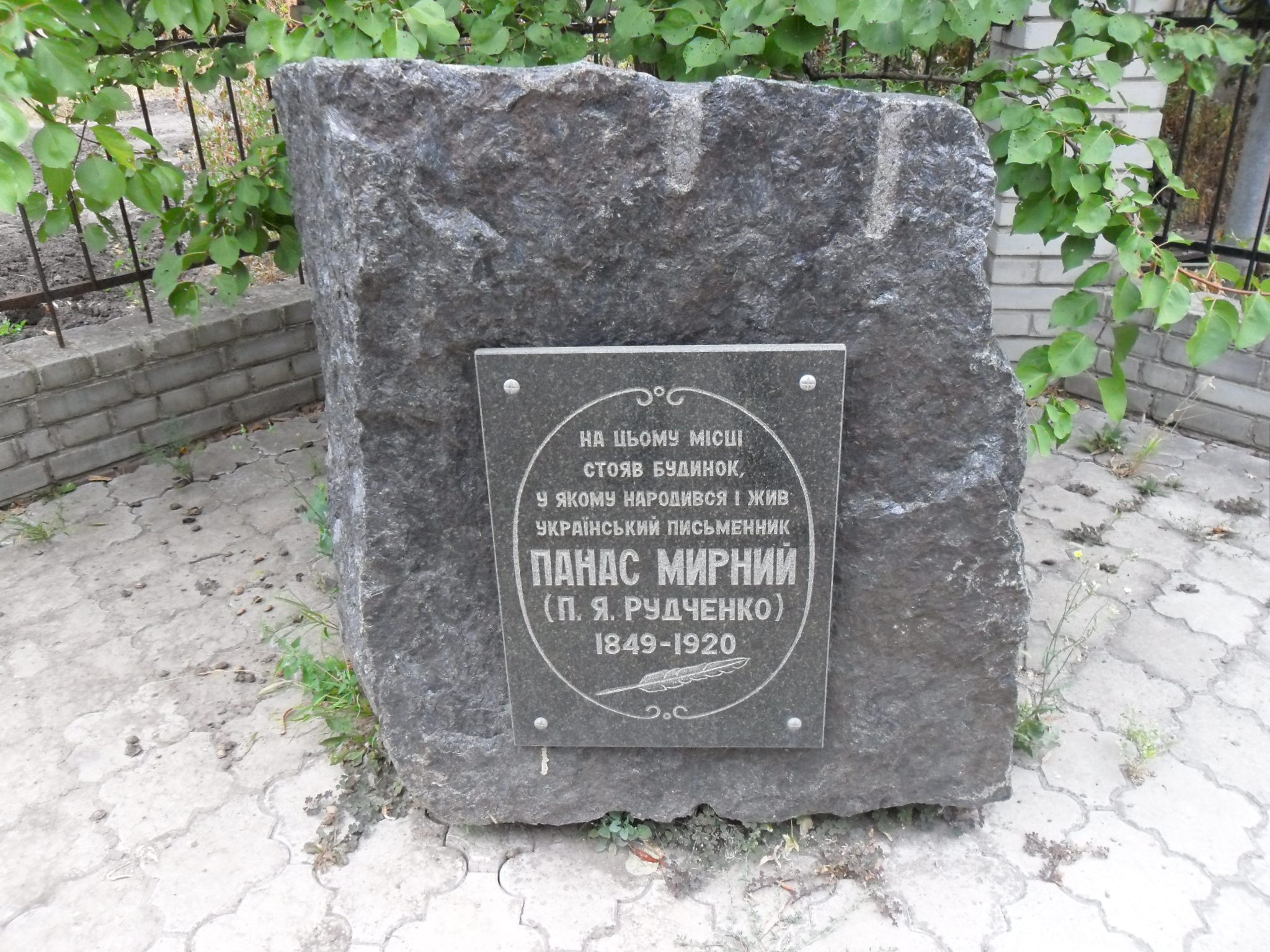
Памятник на месте дома, где жил Панас Мирный.

Афанасий (укр. Панас) Яковлевич Рудченко родился 13 мая 1849 года в семье бухгалтера уездного казначейства в городе Миргороде на Полтавщине. После нескольких лет обучения в Миргородском приходском, а затем в Гадячском уездном училище четырнадцатилетний мальчик идёт работать. Отец хотел, чтобы сын пошёл по его стопам — стал канцеляристом. Так и вышло. Окончил Панас нелюбимое заведение с похвальным листом. Мечты о гимназии и университете не осуществились, поскольку на это не было денег.
Чиновничья служба Рудченко началась в 1863 году в Гадячском уездном суде. В следующем году он переходит на работу в уездное казначейство помощником бухгалтера, а позднее, после краткого пребывания в Прилуках, занимает такую же должность в Миргородском казначействе.
На первые восемь лет работы чиновником приходятся его первые литературные опыты, а также сбор фольклорного материала. В сборнике «Народные южнорусские сказки» (1869, 1870), опубликованном старшим братом Иваном, писавшим под псевдонимом Иван Билык, были помещены сказки «Лисичка та курочка», «Зайчик, лисичка й пітушок», «Бідний чоловік», «Півник», «Овечка й козлик», «Коза-дереза», «Птичка», «Рукавичка», «Колобок», «Котик», записанные Афанасием Рудченко в Миргороде, а в «Чумацких народных песнях», изданных в 1870 году Иваном Билыком, — некоторые песни.
С 1871 года Панас Мирный жил и работал в Полтаве, занимая различные должности в местной казённой палате.

### Начало литературной деятельности
Именно в это время он начинает пробовать силы в литературе, причём примером для него служит старший брат Иван, уже с начала 1860-х годов публиковавший свои фольклорные материалы в «Полтавских губернских ведомостях», в «Основе», а позднее издавший отдельные сборники сказок и песен, переводил на украинский язык рассказы Тургенева, выступал в львовском журнале «Правда» с критическими статьями.
Первые произведения — стихотворение «Україні» («Украине») и рассказ «Лихий попутав» («Бес попутал»), подписанные псевдонимом Опанас Мирний, опубликованы за рубежом, во львовском журнале «Правда» в 1872 году. Переживая из-за невозможности опубликовать свои произведения, он напишет Михаилу Коцюбинскому, жалуясь на цензоров, ведь «Лихі люди» напечатаны в Женеве. Несмотря на то, что в 1870—1880-х годах писатель много написал, его произведения остались неизвестными широкой публике на Украине в связи с цензурными преследованиями украиноязычной литературы. Почти все они появились за рубежом. Так, в 1874 году в журнале «Правда» были опубликованы очерк «Подоріжжя од Полтави до Гадячого» и рассказ «П’яниця», а в 1877 году в Женеве появляется повесть «Лихі люди». Ещё в 1875 году в соавторстве с братом Иваном Билыком закончена работа над романом «Хіба ревуть воли, як ясла повні?», который был передан в цензуру. Однако в связи с так называемым Эмсским указом 1876 года в царской России это произведение опубликовано не было и впервые появилось в Женеве в 1880 году.
Только с середины 1880-х годов произведения Панаса Мирного начинают публиковать на Украине на страницах альманаха «Рада», который издавал М. Старицкий в 1883—1884 годах, публикуются первые две части романа «Повія» и два рассказа из цикла «Як ведеться, так і живеться». В 1886 году в Киеве выходят сборник произведений писателя «Збираниця з рідного поля» и комедия «Перемудрив». Одновременно Панас Мирний продолжает выступать с публикациями в галицких (в Австро-Венгрии) сборниках и журналах, где публикуются такие его произведения, как «Лови», «Казка про Правду та Кривду», «Лимерівна», вольный перевод «Дума про військо Ігореве».

### Общественная деятельность
Не афишируя свою литературную деятельность, Мирный активно принимал участие в общественной деятельности. В молодости был связан с революционном кружком «Унія» в Полтаве, при обыске у него нашли запрещённые издания, однако последствий это событие для него не имело.
Панас Мирный поддерживал тесные связи со многими известными деятелями украинской культуры — Н. Лысенко, М. Старицким, И. Карпенко-Карым, М. Кропивницким, М. Коцюбинским, Л. Украинкой, М. Заньковецкой, К. Белиловским, Я. Жарко. Как член комиссии городской думы он принимает активное участие в сооружении памятника Ивану Котляревскому в Полтаве.
После издания царского манифеста в 1905 году Панас Мирный выступает с публикациями, в которых призывает к равноправию женщин. Сотрудничает с журналом «Рідний край», который начал издаваться в Полтаве в 1905 году. В ряде своих произведений («До сучасної музи», «Сон», «До братів-засланців») комментирует революционные события.
Когда в 1914 было запрещено отмечать 100-летний юбилей Шевченко, писатель в статье, написанной по этому поводу, высказал глубокий протест и возмущение действиями царской власти. Уже в 1915 году полиция начала розыск «политически подозрительной личности» Панаса Мирного. Панас Мирный никогда не раскрывал своего псевдонима, не желая, чтобы его писательская деятельность испортила его карьеру, поэтому личность П. Мирного осталась для властей неизвестной.
После революции 1917 года Мирный поддержал Советскую власть, став её сторонником. Несмотря на свой преклонный возраст, он работал в Полтавском губфинотделе.
Скончался 28 января 1920 года в возрасте 70 лет и похоронен в Полтаве на военном кладбище рядом с сыном, а 29 августа 1936 года прах писателя был перезахоронен в Зелёном гаю.

## Память

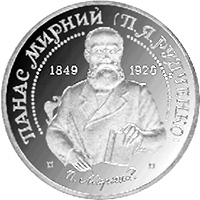
Юбилейная монета НБУ «Панас Мирный» номиналом 2 гривни. Реверс

Почтовый конверт СССР

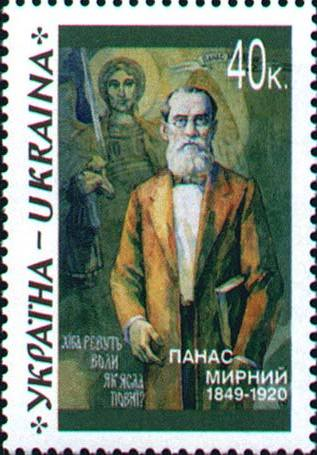
На почтовой марке Украины, 1999 год

- Согласно постановлению Совнаркома Украинской ССР в Полтаве, в доме, где жил писатель с 1903 года, создан литературно-мемориальный музей. Там хранятся его картины, фотографии, рисунки дочери его брата Ивана Ольги.
- В 1949 году на фасаде дома (Полтава, ул. Панаса Мирного, 56), в котором в 1903—1920 годах жил писатель, открыта мемориальная доска[4].
- В 1951 году в Полтаве был открыт памятник Мирному[4].
- В 1999 году была выпущена памятная монета Украины, посвящённая Панасу Мирному[5].
- В 1974 году Министерством связи СССР был выпущен художественный маркированный почтовый конверт, а в 1999 году Укрпочтой — почтовая марка[6], посвящённые Панасу Мирному.
- По сюжету повести П. Мирного «Повія» в 1961 году И. Кавалеридзе поставил художественный фильм «Гулящая» (в роли Христины — Л. Гурченко).
- На Украине несколько десятков городов и других населённых пунктов имеют улицы имени Панаса Мирного, включая Киев, Одессу, Днепр, Донецк, Запорожье, Львов, Кривой Рог.

## Творчество

### Рассказы
- «Лихий попутав» / «Бес попутал» (1872)
- цикл рассказов «Як ведеться, так і живеться»,
- «Пасічник»,
- «Яків Бородай»,
- «Замчище»,
- «Визвол»,
- «Морозенко»
- «Сон» (1905)
- «Пригода з „Кобзарем“» / «Приключение с „Кобзарём“» (1906)

### Повести
- «Чіпка» / «Чипка» (1872)
- «П’яниця» / «Пьяница» (1874)
- «Лихі люди» / «Злые люди» (1877)
- «Лихо давнє й сьогочасне» / "Беда древняя и нынешня"я (1897, опубликована в 1903)

### Романы
- «Хіба ревуть воли, як ясла повні?» Сокращённый пересказ (укр.)
- «Повія» (экранизация — фильм «Гулящая» (1961))[7]

### Новелла
- «Лови» (1883, опубликована в 1887)

### Пьеса
- «Лимерівна» / «Лимеровна» (1883, опубликована в 1892). В 1954 была экранизирована режиссёром В. Лапокнишем.
- «У черницях» / «В монахинях» (1884)
- «Перемудрив» / «Перемудрил» (1885)
- «Згуба» / «Потеря» (1896)

### Сказка
- «Казка про правду та кривду» / «Сказка о правде и неправде» (1883, опубликована в 1889)

### Очерк
- «Подоріжжя од Полтави до Гадячого» / «Путешествие от Полтавы до Гадяча» (опубликован в 1874)
- «Серед степів» / «Среди степей» (1885, опубликован 1903)